# Vila Real
Pour les autres villes portant ce nom, voir Vila-real et Vila Real de Santo António.
Vila Real est une municipalité (en portugais : concelho ou município) du Portugal, située dans le district de Vila Real, la région Nord et la sous-région Douro.

## Géographie
Altitude : entre 414 et 460 mètres.
Vila Real est limitrophe :
- au nord, de Ribeira de Pena et Vila Pouca de Aguiar,
- à l'est, de Sabrosa,
- au sud, de Peso da Régua,
- au sud-ouest, de Santa Marta de Penaguião,
- à l'ouest, d'Amarante,
- au nord-ouest, de Mondim de Basto.

## Histoire
Il y a de nombreuses preuves que la région de Vila Real a été habitée depuis le Paléolithique. Des traces d’anciens peuplements, comme le sanctuaire rupestre de Panóias, renvoient à la présence romaine. Mais les invasions barbares et musulmanes ont provoqué un dépeuplement progressif.
A la fin du XIe siècle, en 1096, le comte Henri attribue des droits à Constantine de Panóias, comme moyen pour promouvoir le peuplement de la région. En 1272,le comte alfonso III obtient des droits sur le territoire, mais certains auteurs prétendent que la fondation était prévue à un endroit différent (probablement la place du village de Ponte dans la paroisse de Mouçós). Ce n'est qu'en 1289, avec l’accord du roi Dinis, que le comte Afonso a effectivement fondé la ville royale de Panóias, qui deviendra Vila Real.
L’emplacement choisi est situé au croisement des routes Porto-Bragança et Viseu-Chaves. La présence, à partir du XVIIe siècle, de la Maison des Marquises de Vila Real fait que de nombreux nobles de la cour viennent y vivre, comme en témoignent les innombrables pierres d’armes avec les titres de noblesses de leurs propriétaires que l’on voit encore aujourd’hui dans la ville.
Avec l’augmentation de la population, Vila Real a obtenu au XIXe siècle le statut de capitale de district, et au XXe siècle le capital de la province historique de Trás-os-Montes et Alto Douro. En 1922, le diocèse de Vila Real a été créé, coïncidant territorialement avec son district, par séparation des diocèses de Braga, Lamego et Bragança-Miranda. En 1925 Vila real s’est élevée au statut de ville.
| Mois                              | jan.  | fév. | mars | avril | mai  | juin | jui. | août | sep. | oct.  | nov.  | déc.  | année   |
| --------------------------------- | ----- | ---- | ---- | ----- | ---- | ---- | ---- | ---- | ---- | ----- | ----- | ----- | ------- |
| Température minimale moyenne (°C) | 2,8   | 3,6  | 5,7  | 6,8   | 9,4  | 12,8 | 14,3 | 14,8 | 12,6 | 10    | 5,8   | 3,4   | 8,5     |
| Température moyenne (°C)          | 6,3   | 7,9  | 10,8 | 12    | 14,9 | 19,2 | 21,3 | 21,7 | 18,5 | 14,4  | 9,4   | 6,8   | 13,6    |
| Température maximale moyenne (°C) | 9,7   | 12,2 | 15,8 | 17,1  | 20,4 | 25,5 | 28,2 | 28,6 | 24,4 | 18,9  | 12,9  | 10,1  | 18,6    |
| Précipitations (mm)               | 141,9 | 79,2 | 82,9 | 86,2  | 70,7 | 33,7 | 15,1 | 26,5 | 54,8 | 140,5 | 129,4 | 162,3 | 1 023,2 |

## Démographie
| 1801   | 1849   | 1900   | 1930   | 1960   | 1981   | 1991   | 2001   | 2004   |
| ------ | ------ | ------ | ------ | ------ | ------ | ------ | ------ | ------ |
| 37 041 | 25 329 | 35 976 | 37 951 | 47 773 | 47 020 | 46 300 | 49 957 | 50 049 |

| 2008   | 2011   | - | - | - | - | - | - | - |
| ------ | ------ | - | - | - | - | - | - | - |
| 50 131 | 51 850 | - | - | - | - | - | - | - |

## Subdivisions
La municipalité de Vila Real groupe 30 paroisses civiles (freguesia, en portugais) :

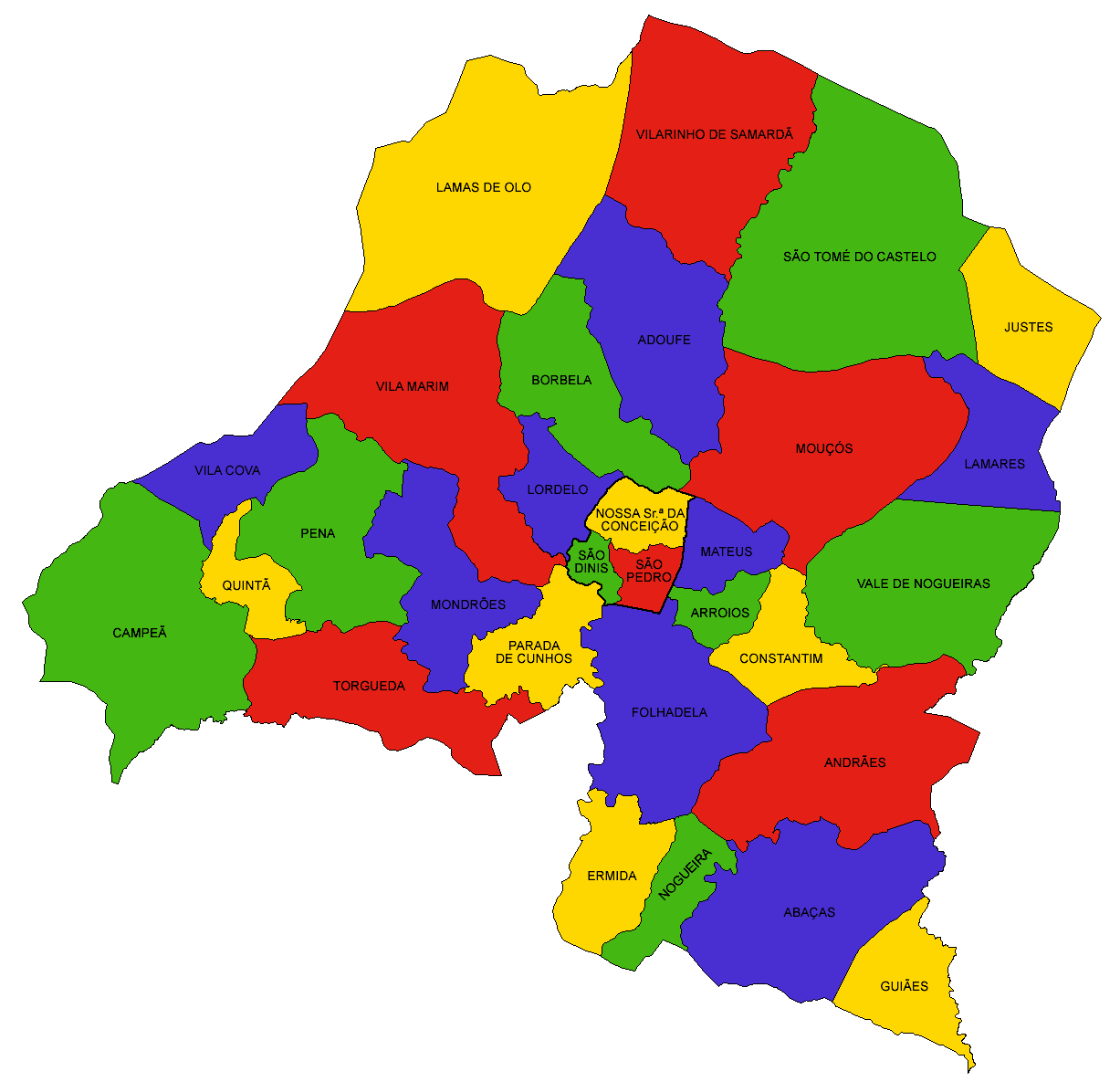
Paroisses civiles de Vila Real

| - Abaças - Adoufe - Andrães - Arroios - Borbela - Campeã - Constantim - Ermida - Folhadela - Guiães - Justes - Lamares - Lamas de Olo - Lordelo - Mateus | - Mondrões - Mouçós - Nogueira - Nossa Senhora da Conceição (Vila Real) - Parada de Cunhos - Pena - Quintã - São Dinis (Vila Real) - São Pedro (Vila Real) - São Tomé do Castelo - Torgueda - Vale de Nogueiras - Vila Cova - Vila Marim - Vilarinho de Samardã |

## Jumelages
La ville de Vila Real est jumelée avec :
- Oeiras (Portugal) depuis le 6 juin 2000
- Grasse (France) depuis le 30 mai 1985
- Orense (Espagne) depuis le 10 juin 1983
- Mende (France) depuis le 21 aout 2004
- Osnabrück (Allemagne) depuis le 30 juillet 2005
- Espinho (Portugal) depuis le 16 juin 2012

## Personnalités liées à la commune
- Manuel da Silveira Pinto da Fonseca Teixeira (1784-1830), général portugais, est né à Vila Real.
- Samuel Fraguito, footballeur portugais né à Vila Real en 1951.
- Francisco Nóbrega (2012-1943), footballeur international portugais, est né à Vila Real.
- Francisco Seixas da Costa, diplomate portugais, est né à Vila Real en 1948.